# Alexandre I da Macedônia
Alexandre I (em grego:  Αλέξανδρος ό Μακεδών, transl. Aléksandros hó Makedón, "Alexandre, o Macedônio"; ? — 454 a.C.) foi rei da Macedônia de 498 a.C. a 454 a.C.. Era filho de Amintas, rei da Macedônia, de quem foi sucessor. Reinou por quarenta e quatro anos, sendo sucedido por Pérdicas II, seu filho.

## Biografia
Durante o reinado de seu pai Amintas, Megabizo enviou sete persas à sua corte, para demandar terra e água em nome de Dario I. Os persas, porém, exigiram no banquete ver as mulheres macedônias, e, depois de vê-las, começaram a agarrá-las. Amintas, com medo dos persas, não fez nada, mas Alexandre I, indignado, trocou as mulheres por rapazes sem barba, que mataram os persas, matando, em seguida, toda a comitiva persa.
Quando o persa Bubares procurou os enviados, Alexandre o corrompeu com uma grande soma em dinheiro, e dando sua irmã Gygaia em casamento.
Amintas morreu logo depois que Bubares se retirou da Macedônia, sendo sucedido por Alexandre.

## Reinado e sucessão
A relação de Alexandre com Bubares garantiu a paz do reino enquanto Dario foi xá da Pérsia, e conseguiu favores de Xerxes.
Quando Xerxes I avançou sobre a Grécia como uma tempestade, Alexandre ganhou o domínio de todas as terras entre o Monte Olimpo e o Monte Hemo. Atuou como representante do governador persa, Mardônio, durante as negociações de paz que se seguiram à derrota persa na batalha de Salamina, em 480 a.C.. Apesar de sua cooperação com aquela nação asiática, frequentemente forneceu mantimentos e conselhos aos gregos, e avisou-os dos planos de Mardônio antes da batalha de Plateias, em 479 a.C.. Depois da derrota nesta batalha o exército persa, sob o comando de Artabazo I, tentou recuar até a Ásia Menor; mas a maior parte dos 43.000 sobreviventes (400.000, segundo Diodoro Sículo) que recuavam foram atacados e mortos pelas forças de Alexandre, no estuário do Estrimão. Alexandre eventualmente reconquistou a independência da Macedônia, com o fim das Guerras Persas.
Embora a Macedônia fosse considerada um estado semi-bárbaro por alguns gregos (especialmente aqueles cujas colônias estavam sendo ameaçadas pela expansão macedônica), Alexandre alegava descender de gregos argivos e até mesmo de Héracles. Depois que uma corte de juízes especiais, chamados helanódicas, da cidade de Élis, determinaram que a alegação de Alexandre era verdadeira, permitiram que ele participasse dos Jogos Olímpicos,, possivelmente em 504 a.C. , um honra reservada exclusivamente aos gregos. Usou Atenas como modelo para a sua corte, e foi patrono dos poetas Píndaro e Baquílides, que por sua vez dedicaram poemas a Alexandre.
Em 450 a.C. Pérdicas o sucedeu no trono. Segundo Juniano Justino, seu sucessor foi Amintas III, filho de seu irmão Menelau; esta genealogia, porém, é contestada por alguns historiadores modernos, que preferem chamar o pai de Amintas III de Arrideu.